# Arik Marshall
Arik Ben Marshall (n. 13 de febrero de 1967) es un músico estadounidense. Originalmente tocaba la guitarra en la banda "Marshall Law" junto a su hermano, Lonnie Marshall. Es oriundo de Los Ángeles, California, donde creció y asistió a la escuela primaria y secundaria.
Se unió a los Red Hot Chili Peppers en 1992 reemplazando a John Frusciante. Tocó con la banda en el festival Lollapalooza de 1992. Marshall también apareció junto a la banda en el episodio de Los Simpson "Krusty Gets Kancelled" y también en los videos musicales "Breaking the Girl" y "If You Have to Ask" a pesar de que no tocó en ambas canciones. Marshall abandonó los Red Hot Chili Peppers en 1993 siendo reemplazado por Jesse Tobias, muy brevemente, y luego por Dave Navarro. 
Desde entonces, ha sido parte de la banda de la artista Macy Gray. Arik y hermano Lonnie, quien es profesor de música, están actualmente trabajando en un nuevo álbum de "Marshall Law", producido por Stone Gossard, guitarrista de Pearl Jam.
- Datos: Q2861291